# Richard Deeken

Richard Deeken, ca. 1906

Richard Deeken (* 16. Juni 1874 in Westerstede als Sohn des 1878 verstorbenen Oberamtsrichters Justizrat Leonard Deeken; † 28. August 1914 in Arracourt, Frankreich) war ein deutscher Leutnant beim 1. Westfälischen Feldartillerie-Regiment No. 7 in Wesel, Gründer der Deutschen Samoa-Gesellschaft und ihr Pflanzungsdirektor in der deutschen Kolonie Deutsch-Samoa, Schriftsteller und Kolonialpolitiker.

## Leben
Nach dem Abitur begann er 1893 eine Offizierslaufbahn und wurde an die neue Kriegstechnische Akademie in Berlin berufen, wo er u. a. eine Ausbildung zum Dolmetscher für Englisch, Französisch und Italienisch absolvierte, die ihn auch in die USA und nach Belgien führte. Zusammen mit seinem Professor Dr. Rothenbücher verfasste er den Englischen Militärdolmetscher für die Akademie (und den Boxeraufstand in China).
1900 zwang ihn der Ausbruch einer lebensbedrohlichen Erkrankung der Lunge zu einem neunmonatigen Aufenthalt in Italien und Portugal (bezahlt aus der Kasse der Regimentsprinzessin) und danach zu einer einjährigen Reise in die Südsee. Zu deren Finanzierung beschaffte er sich Sammlungsaufträge von deutschen Museen, besonders des Berliner Museums für Naturkunde, schrieb Berichte für deutsche Zeitungen über die neuen „deutschen Kolonien“ in der Südsee und erhielt von dem deutschen Konsul Kunst einen Inspektionsauftrag für dessen Pflanzungen auf Hawaii und Samoa. Er reiste über Hawaii, Australien, Neuseeland nach Samoa, bereiste die Marshallinseln, die Karolinen- und Palau-Inseln.
Im Jahr 1901 kehrte Deeken nach Deutschland zurück. Aus Gesundheitsgründen nahm er Abschied vom Militärdienst und wechselte in eine Stellung „à la suite“ als Reserveoffizier. Aufgrund seines Asthmas rieten ihm seine Ärzte dringend an, das Klima in Deutschland zu meiden. Er unternahm daraufhin mehrere Vortragsreisen durch ganz Deutschland, auf denen er für die Gründung einer Aktiengesellschaft, der Deutschen Samoa-Gesellschaft, warb, mit der er sich eine neue Existenzgrundlage außerhalb Deutschlands schaffen wollte.

## Deutsche Samoa-Gesellschaft
1902 gründete er in Berlin die Deutsche Samoa-Gesellschaft (DSG), eine Aktiengesellschaft zum „Zwecke des Kakaoanbaus“, deren Direktor auf Deutsch-Samoa er von 1902 bis 1910 war. Das 1901 erschienene Buch Deekens Manuia Samoa – Heil Samoa hatte in Deutschland eine Samoa-Begeisterung ausgelöst und die Gründung der Kapitalgesellschaft nun ein „Kakao-Fieber“. Die Gesellschaft zahlte jedoch nie eine Dividende aus; die Möglichkeiten des wirtschaftlich rentablen Plantagenanbaus auf Samoa waren zu begrenzt und wurden durch Richard Deeken überschätzt.
Die deutschen Siedler die, häufig mit wenig Kapital, Deekens Ruf nach Samoa gefolgt waren und nach seinen Versprechungen auf „großen Reichtum“ hofften, sahen sich enttäuscht von den Anbaumöglichkeiten und der Knappheit an einheimischen Arbeitskräften. Deeken forderte den Gouverneur Samoas Wilhelm Solf auf, mehr Land und Arbeitskräfte zur „Verfügung“ zu stellen, was dieser jedoch verweigerte, da er durch den Ansturm das sensible Gleichgewicht zwischen einheimischen und europäischen Pflanzern bedroht sah.
Der Konflikt zwischen Solf und Deeken geht bis auf das Jahr 1901 zurück, da der Gouverneur Deekens Pläne zum Aufbau der Kolonie Samoa als Siedlungskolonie von Anfang an ablehnte. Deekens Haltung spiegelte dabei vor allem eine alldeutsche Gesinnung wider, welche die möglichst gewinnbringende Ausbeutung von Boden und Einheimischen in der Kolonie vorsah. Dies stand entgegen der von Solf initiierten Land- und Titelkommission, die Rechtsansprüche überprüfte und die Landrechte der Einheimischen gegenüber deutschen Siedlern zu stärken versuchte.
1903 gründete Deeken den alldeutschen Pflanzerverein, in dessen Resolution er u. a. eine achtmonatige Zwangsarbeit der Einheimischen auf Plantagen der Deutschen forderte, welche wiederum von Solf abgelehnt wurde.
Der Konflikt zwischen Deeken und Solf weitete sich auch auf andere Bereiche aus. Deeken forderte die deutschen Pflanzer auf, gegen die angeblich ungerechte Behandlung durch die Kolonialverwaltung Samoas zu protestieren. Unter diesen herrschte auch teilweise Unzufriedenheit über die traditionelle englische Unterrichtssprache in den evangelischen Missionsschulen in der inzwischen deutschen Kolonie.
1904 wurde Richard Deeken wegen "schwerer Misshandlung" seiner chinesischen Arbeiter und Beleidigung des kaiserlichen Gouverneurs Solf zu einer zweimonatigen Gefängnisstrafe verurteilt.
Später wurde ihm durch die Intervention des Großherzogs von Oldenburg sowie durch die Unterstützung zweier Abgeordneter der Deutschen Zentrumspartei, Matthias Erzberger und Karl Trimborn (ein Cousin von Deekens Frau), eine Teilbegnadigung durch den Kaiser zuteil. Die Strafe wurde in eine Ehrenhaft auf der Festung Ehrenbreitstein bei Koblenz umgewandelt.
1905 unternahm Deeken mit seiner Frau und seinen beiden auf Samoa geborenen kleinen Kindern die mehrwöchige Schiffsreise nach Deutschland, um die zweimonatige Ehrenhaft (Anwesenheit nur nachts in den Offiziersstuben) anzutreten. Währenddessen weilte seine Familie bei den Großeltern Dr. Boese in Köln. Anschließend kehrte er umgehend zurück zu den Pflanzungsbezirken der Deutschen Samoa-Gesellschaft auf Samoa.
1908 wurde er in den Gouvernementsrat von Samoa gewählt. Daraufhin reichte der Gouverneur Dr. Solf ein Rücktrittsgesuch beim Deutschen Kaiser aufgrund des Vertrauensverlusts in der deutschen und englischen Bevölkerung ein. In der Folge verzichtete Deeken auf sein Mandat im Gouvernementsrat.

## Rückkehr nach Deutschland
1910 kehrte Deeken nach Deutschland zurück und siedelte sich mit seiner Familie im unterfränkischen Miltenberg an. Dort errichtete er in einem ehemaligen Weinberg über dem Main ein großes Landhaus, dessen Hanglage für ihn gesundheitlich zuträglich schien. Dieses heute denkmalgeschützte Gebäude ist noch im Familienbesitz und beherbergt einen Bestand von ca. 1000 Seiten Kolonialakten, die sich in alten Aluminium-Reisetruhen aus Samoa befanden.
Von 1911 bis 1914 absolvierte Deeken ein Studium der Kolonialgeographie, der tropischen Landwirtschaft sowie der Kolonialpolitik und promovierte an der Maximilian-Universität zu Würzburg über Die Bodennutzung auf Samoa. Deekens Ziel war es, anschließend in die Kolonialpolitik zu gehen.
1912 begründete er die Forst- und Kolonialschule in Miltenberg am Main und fungierte anschließend als einer von zwei Direktoren (mit Lehrtätigkeit).
Von Herbst 1912 bis zum Frühjahr 1913 unternahm Deeken seine vierte und letzte Schiffsreise um die Welt bis nach Samoa als Vorstandsmitglied des Aufsichtsrates der Deutschen Samoa-Gesellschaft zur Inspektion der dortigen Pflanzungsbezirke. Er bereiste die Tonga- und Fidschi-Inseln, den Bismarck-Archipel und das Festland von Deutsch-Neuguinea. Im selben Jahr erschien auch Deekens rassenpolitischer Roman Rassenehre, in dem er sich gegen „Mischehen“ zwischen Samoanerinnen und deutschen Siedlern aussprach.
Bereits zu Beginn des Ersten Weltkrieges wurde Deeken in der Schlacht von Serres am 28. August 1914 getötet.
Seine Frau Elisabeth (Else) Deeken zog ihre sechs kleinen Kinder in Kriegs- und Hungerszeiten allein groß. Der Besitz auf Samoa war verloren. Sie setzte das umfangreiche publizistische Werk ihres Mannes fort, der – trotz seiner Arbeitsanforderungen, besonders auf Samoa – insgesamt sechs Bücher und 135 Abhandlungen, Aufsätze und Artikel, besonders zur Kolonialgeografie, der tropischen Landwirtschaft und Kolonialpolitik, verfasst hatte. Er war zugleich Herausgeber des Weltkunde- und Weltwirtschaftsanzeigers. Außerdem wurde er in ganz Deutschland zu Vortragsreisen mit seinen Lichtbildern aus den neuen deutschen Südseekolonien eingeladen.

## Werke (Auswahl)
- Manuia Samoa! Samoanische Reiseskizzen und Beobachtungen, Oldenburg 1901.
- Die Aussichten der Kakaokultur, Oldenburg, Leipzig 1901.
- Die Karolinen. Nach eigenen Reisebeobachtungen, älteren Monographien und den neuesten amtlichen Berichten o. J. (1911).
- Rauschende Palmen. Bunte Erzählungen und Novellen aus der Südsee, Oldenburg 1912.
- Rassenehre. Ein Roman aus der Südsee, Oldenburg 1913.
- Deutschland als Kolonialmacht, Teil 7: Die deutschen Kolonien in der Südsee, 1914.
- Die Landwirtschaft in den deutschen Kolonien nach den neuesten amtlichen Berichten, 1914.